# Gary Wilkinson
Gary Kristopher Wilkinson (Salt Lake City, 2 ottobre 1982) è un ex cestista statunitense.

## Palmarès
- Campionato australiano: 2

New Zealand Breakers: 2010-2011, 2011-2012
- Campionato estone: 1

Kalev/Cramo: 2012-2013